# Acanthagrion jessei
Acanthagrion jessei – gatunek ważki z rodziny łątkowatych (Coenagrionidae). Występuje w Ameryce Południowej.